# صفاء العاقب
صفاء العاقب آدم من مواليد 1960، مدينة الجنينة، غرب دارفور، السودان تنتمى إلى أسرة كبيرة من حيث عدد البنين واشتهرت الأسرة بممارسة التجارة وصناعة الجبنة.تخرجت صفاء في كلية الاقتصاد بجامعة الخرطوم في العام 1986 وهي ناشطة اجتماعية.

## المراحل التعلميه والعملية
بعد تخرجها من جامعة الخرطوم ،ضمت العاقب إلى صندوق إنقاذ الطفولة (SCF) في المملكة المتحدة لمدة عام، حيث عملت في عمليات الإغاثة في دارفور وتنسيق الإغاثة في بورتسودان . وهي حاليًا تابعة للعديد من المنظمات كمتطوعة ومستشارة خاصة.
اليوم تشغل صفاء منصب السكرتير في جمعية تنمية المجتمع(سيدا) غير الحكومية ومقرها في الخرطوم.
صفاء اشتهرت بأعمالها ونشاطاتها في مجالات حقوق الإنسان والسلام والاجتماع والمرأة والطفولة.و كانت (سيدا) لسنين عددا الملتقى الوحيد لأبناء دارفور الناشطين في العاصمة السودانية، وتضم في عضويتها نشطاء من كل أنحاء السودان. هدفها الرئيسي هو دعم النساء المحرومات حتى يصبحن عاملات منتجات ويعتمدن على أنفسهن. إنها تساعدهم على بناء مهن أفضل من خلال تسجيلهم في جلسات التدريب والإستشارات المختلفة. صفاء ايضاً ناشطة لقضايا السلام.

## الإنجازات
حازت صفاء العاقب على جائزة حقوق الإنسان من قبل مؤسسة الحرية وحقوق الإنسان السويسرية,عرفاناً وتثمينا وتشجيعاً لجهودها الجبارة في مجالات السلام وشئون المرأة وحقوق الإنسان في بلد عانى ومايزال من ويلات الحرب وعدم الإستقرار. مؤسسة الحرية وحقوق الإنسان أنشئت بمبادرة من السيدة شارلوتى جاكوبى هيرتق في بيرن في العام 1972، وتهدف إلى تشجيع ومناصرة قضايا الحرية وحقوق الإنسان، ولهذا فقد خصصت جائزة رمزية مقدارها عشرة ألاف فرنك سويسرى(حوالى عشرة ألاف دولار)، تمنح كل عامين لشخصية أو مؤسسة يشهد لها بالإسهام الملحوظ في دعم الحريات وحقوق الإنسان.